# Crinipes
Crinipes  Hochst. é um género botânico pertencente à família Poaceae, subfamília Danthonioideae, tribo Danthonieae.
Suas espécies ocorrem na África.

## Espécies
- Crinipes abyssinicus (Hochst. ex A. Rich.) Hochst.
- Crinipes gynoglossa Gooss.
- Crinipes longifolius C.E. Hubb.
- Crinipes longipes (Stapf & C.E. Hubb.) C.E. Hubb.